# Butler megye (Pennsylvania)
Butler megye az Amerikai Egyesült Államokban, azon belül Pennsylvania államban található. Megyeszékhelye és legnagyobb városa Butler. Lakosainak száma 193 763 fő (2020. április 1.). Butler megye Venango, Clarion, Armstrong, Westmoreland, Allegheny, Beaver, Lawrence és Mercer megyékkel határos.

## Népesség
A megye népességének változása:
| Lakosok száma | 184 042 | 184 734 | 185 084 | 185 476 | 186 818 | 193 763 |
|               | 2010    | 2011    | 2012    | 2013    | 2015    | 2020    |